# Tachytrechus facilis
Tachytrechus facilis är en tvåvingeart som först beskrevs av Becker 1922.  Tachytrechus facilis ingår i släktet Tachytrechus och familjen styltflugor. Inga underarter finns listade i Catalogue of Life.